# リリスリバース
リリスリバースは、かつて存在した日本の女性アイドルユニット。2020年結成、2023年解散。所属事務所はインクリプション。通称・リリスリ。

## 概要
2020年3月に活動終了したHAMIDASYSTEM（第2期）のメンバー・Me改めミコト、She改めシイカの2人に加え、新加入のアサギ・モエギの4人で結成。
サウンドプロデュースは引き続きsayshineが担当し、HAMIDASYSTEM時代の楽曲も継承するものの、ステージ上で笑顔ひとつ見せなかったHAMIDASYSTEMとは大きく変わり、感情をむき出しにしたパフォーマンスが特徴。
ミコトが作詞、シイカが振付を担当している楽曲がある。

## 沿革
2020年
- 2月7日、同年3月末をもってHAMIDASYSTEMの活動を終了するとともに、メンバーのMe・Sheおよび新メンバーによる後継グループを結成することを発表[4]。
- 4月1日、Meは「ミコト」[5]、Sheは「シイカ」に改名。また、シイカはポポロコネクトにサポートメンバーとして加入[6]。
- 6月15日、ティザートレーラーを公開。公開された映像には新メンバーのアサギ・モエギも出演[1]。
- 7月13日、お披露目公演『RESET&RELOAD』を渋谷WWWにて開催（無観客生配信公演）[7]。
- 8月24日、デジタルミニアルバム『JUVENILE』を配信リリース[8]。
- 11月2日、シイカがポポロコネクトのサポート終了[9]。
- 11月17日、ミコトが12月末まで活動休止することを発表[10]。
- 12月20日、ミコトがアイスクリーム夢少女主催『寝求もね生誕 「ぐっ」』（池袋SOUND PEACE）にて活動再開[11]。

2021年
- 5月22日、1stワンマンライブ『Supernova』（表参道WALL&WALL）を開催。1部が旧体制FINAL、2部が新体制STARTと銘打ち、2部で新メンバー・ナトリが加入[12]。
- 7月13日、1周年記念ライブ『IGNITION』（渋谷WWW）を開催[13]。
- 8月18日、メンバーやスタッフが新型コロナウイルス感染症に感染、約3週間グループとしての活動を自粛したこともあり、9月4日に予定されていた2ndワンマンライブの延期、および同日開催予定の代替公演以降充電期間として1か月程度グループとしての活動を休止することを発表[14]。
- 8月21日、シイカが参加していた『実写版「私、アイドル辞めます」メインキャストコンテスト』予選で1位となり、リリスリバースの楽曲が同ドラマのテーマソングとなることが決定[15]。
- 9月2日、『実写版「私、アイドル辞めます」メインキャストコンテスト』決勝でもシイカが1位となり、ドラマ出演権を獲得[16]。
- 9月4日、『リリスリバース presents「LELIC 02」』（SHIBUYA DIVE）にてミコトが脱退[17]。
- 10月15日、2ndワンマンライブ『keep moving forward』（新宿LOFT）を開催。
- 11月24日、初のフィジカル盤となる2ndミニアルバム『LIBERATIN』をリリース[18]。
- 12月26日、モエギとのマネージメント契約終了を発表[19]。

2022年
- 1月29日、3rdワンマンライブ『Alter Ego』（WOMBLIVE）を開催。
- 7月16日、2周年記念ライブ『Best wishes』（渋谷CLUB QUATTRO）を開催[20]。
- 8月13日、2周年記念ライブ『Best wishes』（梅田CLUB QUATTRO）を開催[21]。
- 7月14日、アサギが精神に不安定な状態が続いていたとしてライブ活動を休止することを発表。
- 7月27日、初の全国流通盤となる2周年記念ミニアルバム『Best wishes』をリリース[22]。
- 9月10日、アサギがグループを脱退[23]。
- 11月16日、新メンバーとしてルノン、フウビ、カセンの3人が加入することを発表[24]。
- 12月27日、ナトリがグループを脱退[25]。

2023年
- 4月12日、3rdミニアルバム『TALES』をリリース[26]。
- 7月15日、ラストワンマンライブ『shutdown』（KOENJI HIGH）にて解散[27][28]。
- 7月17日、所属事務所のインクリプションに残ったルノンとカセンが、オーディションで募集した新メンバー2名と共に同年8月10日に開催されるデビューライブにて新グループ「トナリア」として活動することを発表[29]。

## メンバー

### 最終メンバー
| 名前           | 誕生日  | 出身地 | 備考 |
| -------------- | ------- | ------ | --- |
| シイカ（詩歌） | 1月12日 | 群馬県 | 2019年5月6日HAMIDASYSTEM加入。 2020年4月1日、「She」（シー）から改名、ポポロコネクトにサポートメンバーとして加入、2020年11月2日サポート終了。 |
| ルノン（月奏） | 1月30日 | 福岡県 | 2022年11月加入。 |
| フウビ（風靡） | 2月1日  | 宮城県 | 2022年11月加入。 |
| カセン（花仙） | 8月14日 | 東京都 | 2022年11月加入。 |

### 元メンバー
| 名前   | 誕生日                | 出身地 | 備考 |
| ------ | --------------------- | ------ | --- |
| ミコト | 2000年7月30日（24歳） | 栃木県 | 元MIGMA SHELTER（「ポポポーポ・ポーポポJr. 」） 2019年5月6日HAMIDASYSTEM加入。2020年4月1日、「Me」（ミー）から改名 2021年9月4日脱退。 |
| モエギ | 1999年10月1日（25歳） | 兵庫県 | 元代代代（「アユ」）、LAST IN MY CULT（「笹木あゆ」） 2021年12月26日脱退。現metarium（「七瀬あゆ」）。                                |
| アサギ | 1998年8月10日（26歳） |        | 2022年9月10日脱退。 |
| ナトリ | 2002年8月28日（22歳） | 茨城県 | 2022年12月27日脱退。 |

## 作品

### シングル
| # | 発売日        | タイトル       | 収録曲 | 備考     |
| - | ------------- | -------------- | --- | -------- |
| 1 | 2020年12月1日 | 恋のプラネット | 1. 焦がれてプラネット (LV.4 Remix) 2. 恋のさきっぽ (LV.4 Remix) 3. 焦がれてプラネット (LV.4 Remix) [Instrumental] 4. 恋のさきっぽ (LV.4 Remix) [Instrumental] | 配信限定 |
| 2 | 2021年2月23日 | リバーサル     | 1. リバーサル | 配信限定 |
| 3 | 2021年6月25日 | 再生           | 1. 再生 | 配信限定 |
| 4 | 2022年4月13日 | ね。リグレット | 1. ね。リグレット | 配信限定 |
| 5 | 2022年5月25日 | アマテラス     | 1. アマテラス | 配信限定 |
| 6 | 2022年6月15日 | ヨルノヤマイ   | 1. ヨルノヤマイ | 配信限定 |
| 7 | 2023年3月15日 | 軌跡           | 1. 軌跡 | 配信限定 |

### ミニアルバム
| # | 発売日         | タイトル    | 収録曲                                                                                                | 備考                  |
| - | -------------- | ----------- | --- | --------------------- |
| 1 | 2020年8月24日  | JUVENILE    | 1. ジュブナイル 2. 夏色 3. アンビバレンス 4. リセットロード                                           | 配信限定              |
| 2 | 2021年11月24日 | LIBERATION  | 1. 自分解放宣言 2. 水槽の蛍 3. 感傷的モラトリアム 4. リバーサル (Re-Vocal Version)                    |                       |
| - | 2022年7月27日  | Best wishes | 1. 暁を… 2. 掌 3. アマテラス 4. ヨルノヤマイ 5. 少女エーテル 6. 追憶の音 7. ね。リグレット            | 2周年記念ミニアルバム |
| 3 | 2023年4月12日  | TALES       | 1. 穿孔、言葉は私たちを成す 2. 軌跡 3. ハイライト駆ける夜に 4. 猫かぶり姫 5. 振り子カツコツと 6. 火花 |                       |

## 出演

### ラジオ
- リリスリバース RadioTripper（2022年8月6日 - 2023年6月17日、FM西東京）※番組オンエア後に、「リリスリバース」公式YouTubeにて配信